# Radical 75
El radical 75, representado por el carácter Han 木, es uno de los 214 radicales del diccionario de Kangxi. En mandarín estándar es llamado　木部, (mù　bù, «radical “árbol”»); en japonés es llamado 木部, もくぶ　(mokubu), y en coreano 목 (moku).
El radical «árbol» puede aparecer en diferentes posiciones dentro de los caracteres que clasifica. Principalmente aparece en lado izquierdo (como en el carácter 杆), aunque puede aparecer también en la parte superior (como en 杏) o en la parte inferior (como en 栞). 
Los caracteres clasificados bajo el radical 75 suelen tener significados relacionados con especies de árboles (por ejemplo: 桃, «melocotón»; 松, «pino») o con cosas hechas tradicionalmente de madera (棒, «palo»; 板, «tabla»).

## Nombres populares
- Mandarín estándar: 木字旁, mù zì páng, «carácter “árbol” a un lado»; 木字底, mù zì dǐ, «carácter “árbol”, debajo».
- Coreano: 나무목부, namu mok bu «radical mok-árbol».
- Japonés:　木（き）, ki, «árbol»; 木偏（きへん）, kihen, «“árbol” en el lado izquierdo del carácter».[1]
- En occidente: radical «árbol».

## Galería
| Estilos antiguos                                 | Estilos antiguos                  | Estilos antiguos                        | Estilos antiguos                   | Estilos antiguos                   | Estilos empleados actualmente       | Estilos empleados actualmente  | Estilos empleados actualmente    | Estilos empleados actualmente   | Estilos empleados actualmente  |
|                                                  |                                   |                                         |                                    |                                    |                                     | 木                             | 木                               |                                 |                                |
| 甲骨文 jiǎgǔwén (escritura de huesos oraculares) | 金文 jīnwén (escritura de bronce) | 简帛 jiǎnbó (escritura de bambú y seda) | 篆文 zhuànwén (escritura de sello) | 篆文 zhuànwén (escritura de sello) | 隸書 lìshū (estilo de los escribas) | 楷書 kǎishū (estilo regular)   | 楷書 kǎishū (estilo regular)     | 行書 xǐngshū (estilo corriente) | 草書 cǎoshū (estilo de hierba) |
| 甲骨文 jiǎgǔwén (escritura de huesos oraculares) | 金文 jīnwén (escritura de bronce) | 简帛 jiǎnbó (escritura de bambú y seda) | 大篆 dàzhuàn (sello grande)        | 小篆 xiǎozhuàn (sello pequeño)     | 隸書 lìshū (estilo de los escribas) | 繁體／繁体 fántǐ (tradicional) | 简体／簡體 jiǎntǐ (simplificado) | 行書 xǐngshū (estilo corriente) | 草書 cǎoshū (estilo de hierba) |

## Caracteres con el radical 75
| trazos | carácter |
| ------ | --- |
| + 0    | 木 朩 |
| + 1    | 未 末 本 札 朮 术 朰 |
| + 2    | 朱 朲 朳 朴 朵 朶 朷 朸 朹 机 朻 朼 朽 朾 朿 杀 杁 杂 权 |
| + 3    | 杄 杅 杆 杇 杈 杉 杊 杋 杌 杍 李 杏 材 村 杒 杓 杔 杕 杖 杗 杘 杙 杚 杛 杜 杝 杞 束 杠 条 杢 杣 杤 杦 杧 杨 杩 |
| + 4    | 杪 杫 杬 杭 杮 杯 杰 東 杲 杳 杴 杵 杶 杷 杸 杹 杺 杻 杼 杽 松 板 枀 极 枂 枃 构 枅 枆 枇 枈 枉 枊 枋 枌 枍 枎 枏 析 枑 枒 枓 枔 枕 枖 林 枘 枙 枚 枛 果 枝 枞 枟 枠 枢 枣 枤 枥 枦 枧 枨 枩 枪 枫 枬 枭 |
| + 5    | 枡 枮 枯 枰 枱 枲 枳 枴 枵 架 枷 枸 枹 枺 枻 枼 桒 枾 枿 柀 柁 柂 柃 柄 柅 柆 柇 柈 柉 柊 柋 柌 柍 柎 柏 某 柑 柒 染 柔 柕 柖 柗 柘 柙 柚 柛 柜 柝 柞 柟 柠 柡 柢 柣 柤 查 柦 柧 柨 柩 柪 柫 柬 柭 柮 柯 柰 柱 柲 柳 柴 柵 柶 柷 柸 柹 柺 査 柼 柽 柾 柿 栀 栁 栂 栃 栄 栅 栆 标 栈 栉 栊 栋 栌 栍 栎 栏 栐 树                      |
| + 6    | 栒 栓 栔 栕 栖 栗 栘 栙 栚 栛 栜 栝 栞 栟 栠 校 栢 栣 栤 栥 栦 栧 栨 栩 株 栫 栬 栭 栮 栯 栰 栱 栲 栳 栴 栵 栶 样 核 根 栺 栻 格 栽 栾 栿 桀 桁 桂 桃 桄 桅 框 桇 案 桉 桊 桋 桌 桍 桎 桏 桐 桑 桒 桓 桔 桕 桖 桗 桘 桙 桚 桛 桜 桝 桞 桟 桠 桡 桢 档 桤 桥 桦 桧 桨 桩 桪                                                          |
| + 7    | 桫 桬 桭 桮 桯 桰 桱 桲 桳 桴 桵 桶 桷 桸 桹 桺 桻 桼 桽 桾 桿 梀 梁 梂 梃 梄 梅 梆 梇 梈 梉 梊 梋 梌 梍 梎 梏 梐 梑 梒 梓 梔 梕 梖 梗 梘 梙 梚 梛 梜 條 梞 梟 梠 梡 梢 梣 梤 梥 梧 梨 梩 梪 梫 梬 梭 梮 梯 械 梱 梲 梳 梴 梵 梶 梷 梸 梹 梺 梻 梼 梽 梾 梿 检 棁 棂                                                                |
| + 8    | 棃 棄 棅 棆 棇 棈 棉 棊 棋 棌 棍 棎 棏 棐 棑 棒 棓 棔 棕 棖 棗 棘 棙 棚 棛 棜 棝 棞 棟 棠 棡 棢 棣 棤 棥 棦 棧 棨 棩 棪 棫 棬 棭 森 棯 棰 棱 棲 棳 棴 棵 棶 棷 棸 棹 棺 棻 棼 棽 棾 棿 椀 椁 椂 椃 椄 椅 椆 椇 椈 椉 椊 椋 椌 植 椎 椏 椐 椑 椒 椓 椔 椕 椖 椗 椘 椙 椚 椛 検 椝 椞 椟 椠 椡 椢 椣 椤 椥 椦 椧 椨 椩 椪 椫 椬 椭 椮 |
| + 9    | 椯 椰 椱 椲 椳 椴 椵 椶 椷 椸 椹 椺 椻 椼 椽 椾椿 楀 楁 楂 楃 楄 楅 楆 楇 楈 楉 楊 楋 楌 楍 楎 楏 楐 楑 楒 楓 楔 楕 楖 楗 楘 楙 楚 楛 楜 楝 楞 楟 楠 楡 楢 楣 楤 楥 楦 楧 楨 楩 楪 楫 楬 業 楮 楯 楰 楱 楲 楳 楴 極 楶 楷 楸 楹 楺 楻 楼 楽 楾 楿 榀 榁 榊 榋 榌 榔 槌                                                              |
| + 10   | 概 榃 榄 榅 榆 榇 榈 﨔 榍 榎 榏 榐 榑 榒 榓 榕 榖 榗 榘 榙 榚 榛 榜 榝 榞 榟 榠 榡 榢 榣 榤 榥 榦 榧 榨 榩 榪 榫 榬 榭 榮 榯 榰 榱 榲 榳 榴 榵 榶 榷 榸 榹 榺 榻 榼 榽 榾 榿 槀 槁 槂 槃 槄 槅 槆 槇 槈 槉 槊 構 槍 槎 槏 槐 槑 槒 槓 槔 槕 槖 槗 様 槙 槚 槛 槜 槝 槞 槟 槠 槡 樋 樮                                              |
| + 11   | 槢 槣 槤 槥 槦 槧 槨 槩 槪 槫 槬 槭 槮 槯 槰 槱 槲 槳 槴 槵 槶 槷 槸 槺 槻 槼 槽 槾 槿 樀 樁 樂 樃 樄 樅 樆 樇 樈 樉 樊 樌 樍 樎 樏 樐 樑 樒 樓 樔 樕 樖 樗 樘 標 樚 樛 樜 樝 樞 樟 樠 模 樢 樣 樤 樥 樦 樧 樨 権 横 樫 樬 樭 樯 樰 樱 橴                                                                                           |
| + 12   | 槹 樲 樳 樴 樵 樶 樷 樸 樹 樺 樻 樼 樽 樾 樿 橀 橁 橂 橃 橄 橅 橆 橇 橈 橉 橊 橋 橌 橍 橎 橏 橐 橑 橒 橓 橔 橕 橖 橗 橘 橙 橚 橛 橜 橝 橞 機 橠 橡 橢 橣 橤 橥 橦 橧 橨 橩 橪 橫 橬 橭 橮 橯 橰 橱 橲 橳 橵 橶 橷 橸 橹 橺 橻 橼 |
| + 13   | 橽 橾 橿 檀 檁 檂 檃 檄 檅 檆 檇 檈 檉 檊 檋 檌 檍 檎 檏 檐 檑 檒 檓 檔 檕 檖 檗 檘 檙 檚 檛 檜 檝 檞 檟 檠 檡 檢 檣 檤 檥 檦 檧 檨 檩 檪 櫛 |
| + 14   | 檫 檬 檭 檮 檯 檰 檱 檲 檳 檴 檵 檶 檷 檸 檹 檺 檻 檼 檽 檾 檿 櫀 櫁 櫂 櫃 櫄 櫅 櫆 櫇 櫈 櫉 櫊 |
| + 15   | 櫋 櫌 櫍 櫎 櫏 櫐 櫑 櫒 櫓 櫔 櫕 櫖 櫗 櫘 櫙 櫚 櫜 櫝 櫞 櫟 櫠 櫡 櫢 櫣 櫤 櫥 櫦 櫫 櫭 |
| + 16   | 櫧 櫨 櫩 櫪 櫬 櫮 櫯 櫰 櫱 櫲 櫳 櫴 櫵 櫶 欄 |
| + 17   | 櫸 櫹 櫺 櫻 櫼 櫽 櫾 櫿 欀 欁 欂 欃 欌 |
| + 18   | 櫷 欅 欆 欇 欈 欉 權 欋 欍 欎 |
| + 19   | 欏 欐 欑 欒 |
| + 20   | 欓 欔 欕 |
| + 21   | 欖 欗 欘 欙 欚 欛 欜 欝 |
| + 24   | 欞 |
| + 25   | 欟 |